# Chert de Rhynie
Le chert de Rhynie (ou plus rarement chaille de Rhynie) est un dépôt sédimentaire Dévonien, trouvé près du village de Rhynie, dans l'Aberdeenshire, en Écosse. Un site secondaire nommé chert de Windyfield se situe à 700 mètres de celui de Rhynie. Le chert de Rhynie constitue un cas de préservation exceptionnelle (Lagerstätte) de fossiles de végétaux (algues, plantes terrestres), de champignons, de lichens et d'animaux (nématodes, arthropodes) pétrifiés en trois dimensions révélant leur structure interne, grâce à la fixation rapide de minéraux siliceux issus de sources hydrothermales.
Ce gisement est remarquable pour deux raisons : l'âge du site (Praguien ou Emsien inférieur, Dévonien inférieur, 410 millions d'années) qui le place à un stade précoce de la colonisation des milieux continentaux terrestres par les êtres vivants pluricellulaires, et l'exceptionnel état de préservation des fossiles, avec des parois cellulaires facilement visibles dans les spécimens polis, qui permet notamment d'avoir un aperçu inédit de l'architecture des premières plantes terrestres. 

## Découverte
Le site de Rhynie fut découvert par William Mackie lors de la cartographie du bassin de Rhynie en 1910-1913. La description des premières plantes fossiles fut faite par Robert Kidston et William Henry Lang entre 1917 et 1921. Après un temps d’oubli, le creusement de nouvelles tranchées entre 1963 et 1971 a permis de collecter de nouveaux spécimens et a relancé l'intérêt de la communauté scientifique pour ce site. Le chert de Rhynie est depuis l’objet d’une étude importante et a été particulièrement décisif dans la recherche d'une meilleure compréhension des premiers écosystèmes terrestres.

## Localisation
La couche fossilifère est localisée un mètre en dessous de la surface du sol, dans un champ près du village de Rhynie en Écosse, à environ 60 km au nord-ouest de Aberdeen,. Ces cherts apparaissent sous forme de lentilles dans une succession de shales et de grès dans la formation de Dryden Flags. Les cherts ne sont donc pas directement accessibles pour l'échantillonnage de fossiles contrairement aux affleurements. Le Chert de Rhynie s'étend sur environ 80 mètres de long. Le site de Windyfield se trouve à environ 700 m du site de Rhynie.

## Conditions de formation

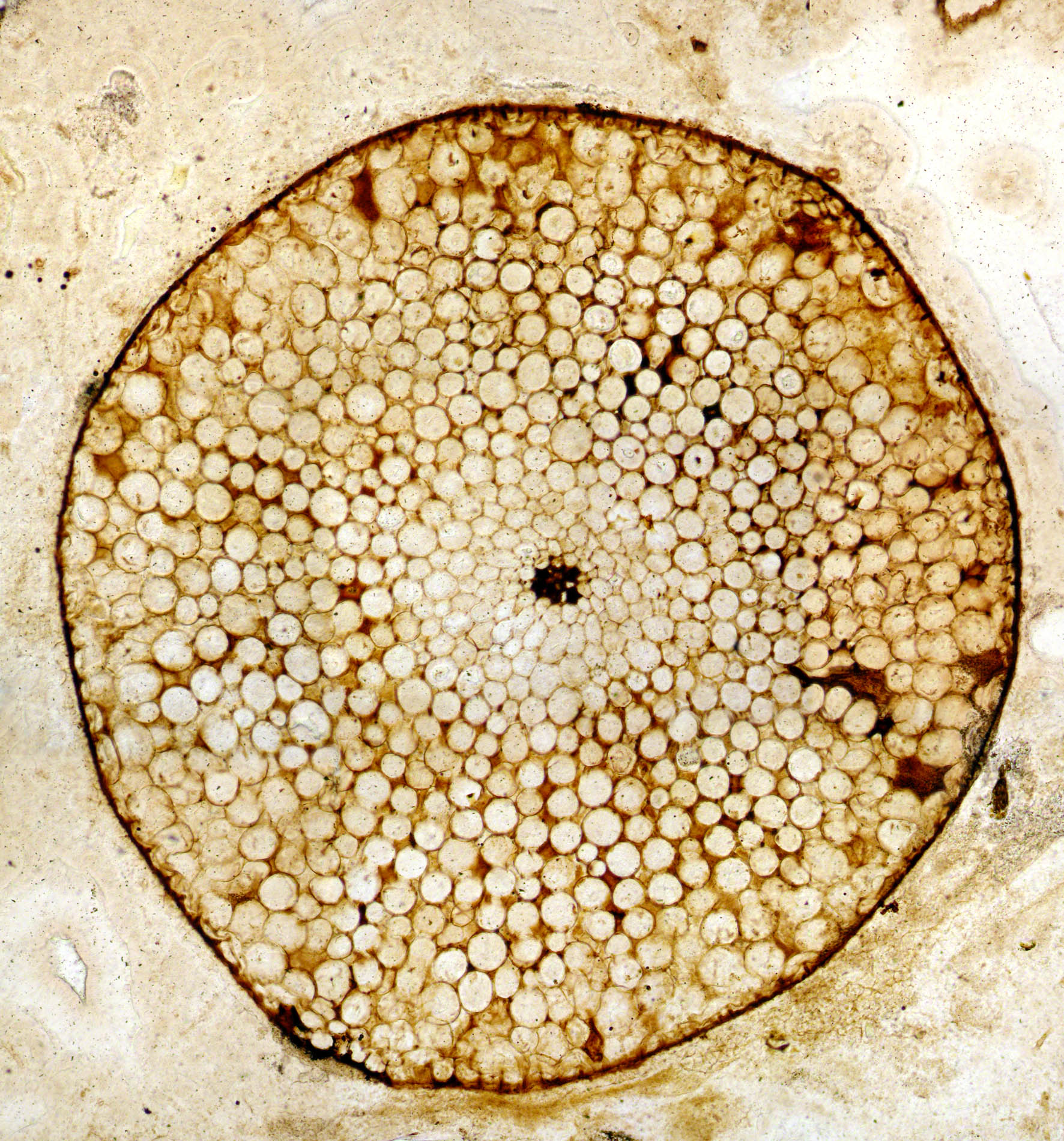
Coupe transversale d'une tige de Rhynia gwynne-vaughanii. Les cellules conductrices dont la structure est restée intacte ont été pétrifiées in situ.

Le site de Rhynie a été identifié comme le résultat de l’activité géothermale dans un contexte volcanique qui peut être comparé à l’actuel parc national de Yellowstone aux États-Unis. Les fossiles ont été préservés grâce au processus de silicification lié à la circulation de fluides volcaniques sursaturés en silice amorphe. La préservation exceptionnelle de la faune et la flore autochtone indique une silicification extrêmement rapide, in situ, qui a été pétrifié par les fluides hydrothermaux. Les plantes sont parfois préservées entièrement et en trois dimensions. Les arthropodes sont parfois préservés entièrement ou sous forme de parties désarticulées ou fragmentées . Autour de ces sources, l’occupation de la végétation terrestre a été estimée à environ 55 % de la surface totale, suivi de 30 % environ de sols constitués de restes de végétaux, et enfin 15 % de la surface est constitué de roche à nu.
La façon exacte dont les fossiles ont pu être créés n'est pas certaine mais selon toute probabilité, cela a pu se produire à partir de trois processus différents: soit à la suite d’inondations ponctuelles, soit à des éruptions de geysers ou soit à des débordements plus calmes de piscines en terrasses qui auraient perturbé et modifié le sens de l'écoulement de l’eau. Les sources d’eaux chaude dont la température devait osciller entre 90 et 120 °C, mais les fluides avaient très vraisemblablement refroidi aux alentours de 30 °C quand ils ont atteint la végétation alentour. On retrouve des traces de ces épisodes dans 53 couches différentes qui ont une épaisseur d’environ 80 mm.

## Fossiles

### Plantes

Restitution paléoartistique des plantes fossilisées dans le chert de Rhynie. A. Rhynia gwynne-vaughanii B. Aglaophyton major C. Ventarura lyonii D. Asteroxylon mackiei E. Horneophyton lignieri F. Nothia aphylla

La flore représente la majorité des fossiles retrouvés dans le chert de Rhynie. La préservation des tissus mous tels le parenchyme est totalement singulière et unique dans le registre fossile du Paléozoïque. Selon toute vraisemblance, ces plantes ne vivaient pas dans l'eau des lacs issus des sources chaudes mais étaient suffisamment proches pour être affectées par des inondations ponctuelles provoquées par une activité accrue de ces sources. Les plantes préservées dans le Chert de Rhynie le sont toutes sous forme de perminéralisation cellulaire. Les plantes ont parfois leurs axes verticaux préservés en position de croissance, avec des rhizoïdes encore attachés aux rhizomes. Toutes ces plantes faisaient vraisemblablement moins de 50 cm de haut mais s’étendaient de façon horizontale sur de larges surfaces.
Jusqu’à présent, six genres monospécifiques ont été décrits qui représentent la phase sporophytique. Parmi ces taxons, certains ont été identifiés comme des zosterophylles, des lycopsides et des rhyniopsides, ces derniers étant un groupe de plantes primitives nommé d’après le nom de cette localité. En plus de ces sept espèces, quatre taxons de plantes ont aussi été décrits mais représentent la phase gametophytique des plantes. Certains de ces gamétophytes ont été associés à la phase sporophytique, R. delicatum avec R. gwynne-vaughanii, L. mackiei avec H. lignieri et K. discoides avec N. aphylla. Les gamétophytes de Rhynie sont tous des organismes autotrophes qui diffèrent morphologiquement du sporophyte. On ne sait pas à l'heure actuelle si la phase gamétophyte évoluait dans un environnement aquatique ou non, alors qu'il est certain que le sporophyte occupait un habitat terrestre.

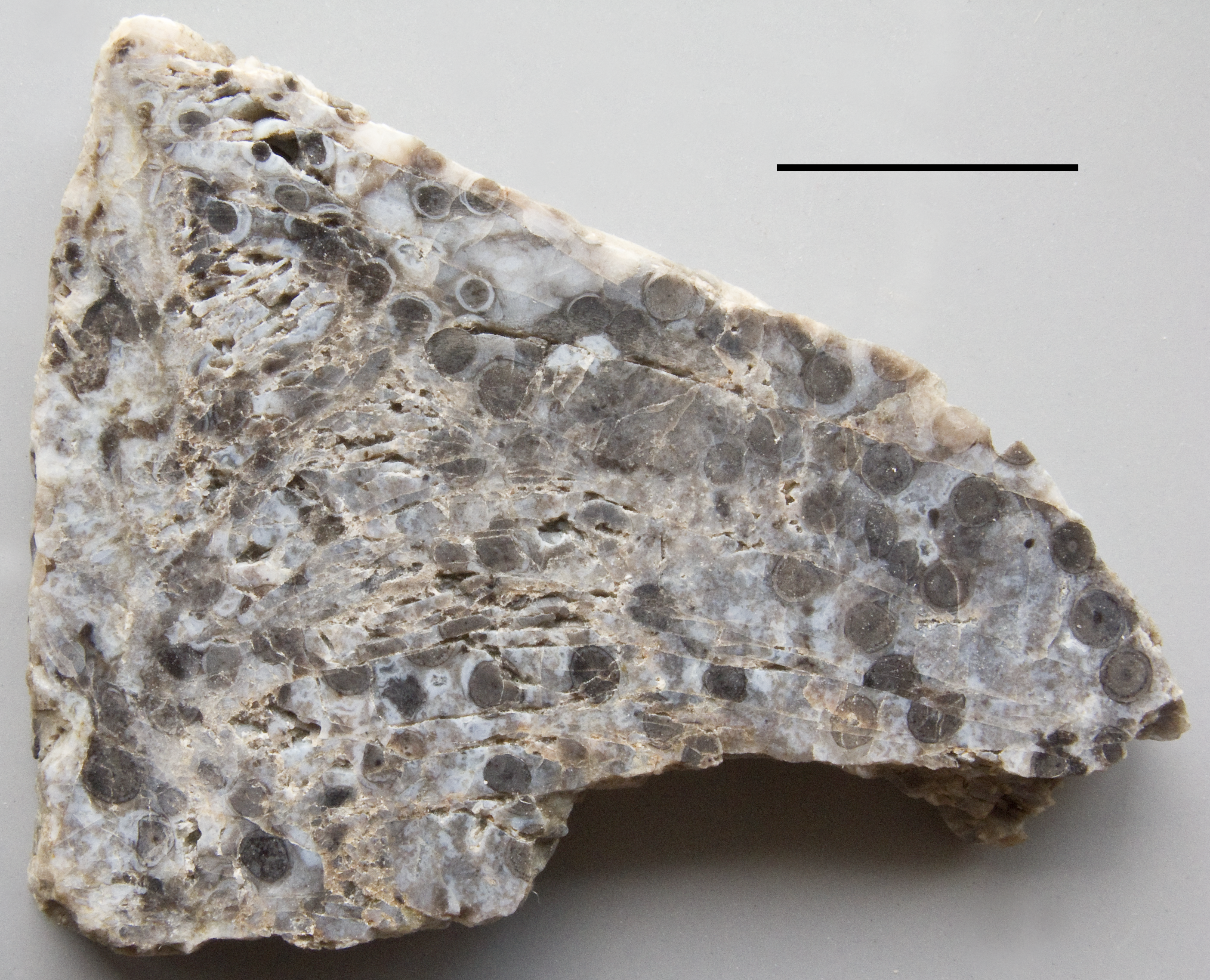
Vue du chert de Rhynie une fois poli, contenant de nombreux axes de Rhynia. La barre d'échelle représente 1 cm.

Sporophytes:
- Aglaophyton majus
- Asteroxylon mackiei
- Horneophyton lignieri
- Nothia aphylla
- Rhynia gwynne-vaughanii
- Trichopherophyton teuchansii
- Ventarura lyonii

Gamétophytes:
- Remyophyton delicatum
- Lyonophyton rhyniensis
- Langiphyton mackiei
- Kidstonophyton discoides

### Champignons
De nombreuses associations mycorhiziennes ont été observées dans les restes de plantes montrant que ce processus existait dès le début de la colonisation des surfaces terrestres par les plantes. Ces champignons ont été retrouvés dans A. majus, R. gwynne-vaughanii, N. aphylla et H. lignieri. Ces champignons sont tous du genre Glomites (Glomeromycota). H. lignieri est aussi en association avec Palaeoendogone gwynne-vaughaniae  qui a des affinités avec les Mucoromycotina, et Palaeoglomus boullardii qui a des affinités avec les Glomeromycota. Retesporangicus lyonii est le plus ancien champignon qui produit plusieurs sporanges sur un réseau d'hyphe.

### Lichens
Le plus ancien lichen connu a été retrouvé dans le chert de Rhynie. Winfrenatia reticulata a été interprété comme une association entre un champignon de la division des Glomeromycota et une cyanobactérie ressemblant à Archaeothrix contexta.

### Algues
Parmi les algues, un charophyte nommé Palaeonitella cranii a aussi été décrit. Cymatiosphera est aussi représenté et est reconnu comme la première apparition de ce genre, il s’agit d’une algue de la classe des Prasinophycées. 

### Arthropodes
Le Chert de Rhynie a révélé une faune assez diverse d'arthropodes, particulièrement singulière car les fossiles d'arthropodes terrestres sont rares à cette époque reculée, et tout comme les plantes, ils sont d'une grande importance pour comprendre la colonisation des continents par les premiers animaux.
Une grande partie des arthropodes retrouvés dans le chert de Rhynie font partie de la classe des arachnides. Plusieurs espèces de l'ordre des opiliones ont notamment été identifiées (Eophalangium sheari, Palaeocteniza crassipes et Saccogulus seldeni) et représentent les plus vieux opiliones connus . On retrouve également un ordre d'arachnide éteint (Trigonotarbida) le genre Palaeocharinus qui semble être représenté par deux espèces distinctes. Des mites ont également été retrouvées ce qui représente la plus vieille occurrence de l’ordre des acariformes.
Trois espèces de crustacés branchiopodes ont également été décrites (Lepidocaris rhyniensis, Castracollis wilsonae, Ebullitiocaris oviformis) et deux espèces d’hexapodes (Rhyniognatha hirsti et Rhyniella praecursor). Ce dernier étant le premier représentant des hexapodes dans le registre fossile, l'apparition de ce groupe peut potentiellement remonter au Silurien.

### Nématodes
Le seul autre animal retrouvé ne faisant pas partie de l'embranchement des arthropodes est un nématode . Palaeonema phyticum représente la première occurrence d’un nématode dans le registre fossile. Ces vers ont été trouvés dans les stomates de la plante A. majus à la fois sous forme d’œufs mais aussi des formes adultes qui suggèrent que ces vers vivaient la totalité de leur vie au sein de cette plante .